# Sinfonia n. 19 (Mozart)

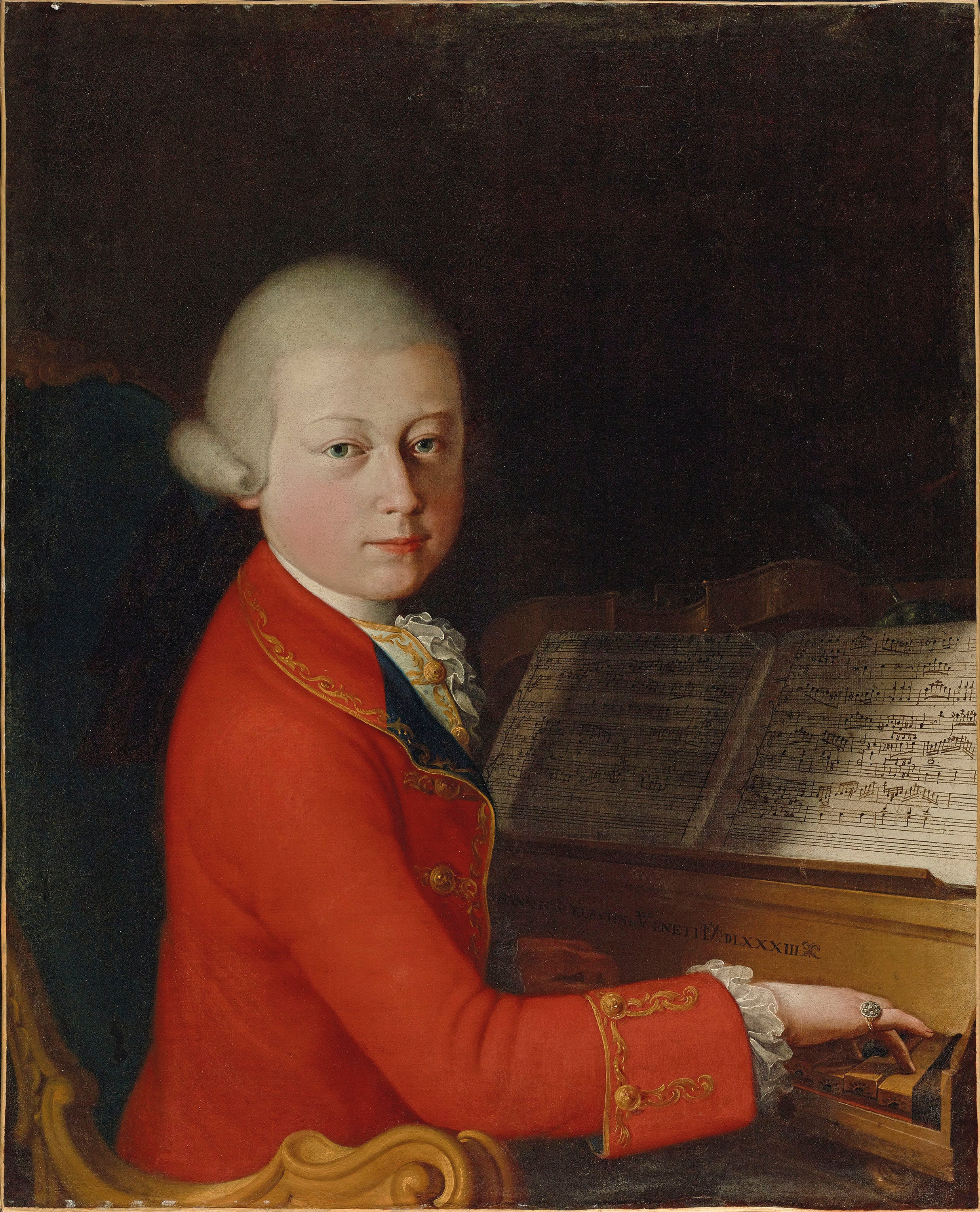
Wolfgang Amadeus Mozart nel 1770.

La sinfonia n. 19 in Mi bemolle maggiore K 132 è una composizione di Wolfgang Amadeus Mozart completata a Salisburgo nel luglio 1772.

## Storia

### Contesto
La carriera di Mozart come sinfonista era iniziata a Londra durante la grande tournée europea della famiglia Mozart fra il giugno 1763 e il novembre 1766. Il padre, Leopold, aveva pianificato il viaggio per esibire il talento dei propri figli, Wolfgang e Maria Anna, presso le principali corti europee. In questo periodo Wolfgang venne a contatto con le principali tradizioni musicali europee (tedesca, britannica, francese e italiana) e realizzò le sue prime sinfonie, che si ponevano nel solco delle composizioni in tre movimenti all'italiana in stile galante di Carl Friedrich Abel e di Johann Christian Bach. Inoltre, ascoltò anche le sinfonie di altri compositori come Thomas Arne, William Boyce e Giuseppe Sammartini.
In seguito, Leopold e i suoi figli trascorsero diversi mesi nel 1768 a Vienna durante i quali Wolfgang adattò il proprio stile ai gusti del pubblico viennese, adottando fra le varie cose la struttura della sinfonia in quattro movimenti. Wolfgang e suo padre Leopold fecero tre viaggi in Italia fra il dicembre 1769 e il maggio 1773. In questo periodo Wolfgang alternò i suoi viaggi con soggiorni a Salisburgo, durante i quali compose l'opera Mitridate, re di Ponto, oltre a diverse sinfonie influenzate dal gusto italiano. Nel 1772 e nel 1773 Mozart visse un periodo di entusiasmo per la scrittura sinfonica, componendo ogni anno sette nuove sinfonie (dalla n. 15 alla n. 27). Ridusse poi la sua attività in questo campo e, nei due anni successivi, apparvero solo tre nuove sinfonie (le n. 28, n. 29 e n. 30).

### Composizione
La sinfonia n. 19 venne completata fra il secondo e il terzo viaggio di Mozart in Italia. Da maggio ad agosto 1772 il compositore scrisse sei sinfonie, tutte in tonalità diverse (le n. 16, n. 17, n. 18, n. 19, n. 20 e n. 21). I musicologi ipotizzano che Mozart avesse voluto dare prova delle proprie capacità al suo nuovo datore di lavoro, il principe-arcivescovo Hieronymus von Colloredo, succeduto il 14 marzo 1772 a Sigismund III von Schrattenbach alla guida del principato arcivescovile di Salisburgo, con una raccolta rappresentativa di sinfonie. Nelle collezioni realizzate a quell'epoca, infatti, era comune che le composizioni fossero raccolte in numero di sei e che fossero in tonalità diverse. Fra loro è possibile individuare alcune analogie:
- n. 16 e n. 17: le uniche in soli tre movimenti;
- n. 18 e n. 19: strumentazione con quattro corni e con trii insoliti;
- n. 20 e n. 21: nel primo movimento la ripresa inizia con il secondo tema;
- n. 18 e n. 21: utilizzano i flauti al posto dei consueti oboi.

In quel periodo anche Michael Haydn, fratello del più celebre Franz Joseph, eseguiva regolarmente proprie sinfonie presso la corte arcivescovile di Salisburgo. Forse Mozart, per questo lavoro (così come per la sinfonia n. 18), si ispirò alla preferenza di Haydn per le strumentazioni insolite, includendo quattro corni invece dei consueti due.

### Prima esecuzione e pubblicazione
La data e il luogo della prima esecuzione non sono noti. Il manoscritto autografo è conservato presso la Biblioteca di Stato di Berlino e può essere consultato online. La prima edizione a stampa fu pubblicata nel 1880 da Breitkopf & Härtel a Lipsia, che la stampò con il nome Wolfgang Amadeus Mozarts Werke, Serie VIII, No. 19.

## Strumentazione
La partitura è scritta per un'orchestra composta da:
- Archi: violino 1° e 2°, viola, violoncello/contrabbasso.
- Fiati: due oboi.
- Ottoni: quattro corni.

Rispetto ad altre sinfonie scritte da Mozart in questo periodo, la partitura è stravagante, prevedendo l'impiego di ben quattro corni. L'orchestrazione non prevede espressamente il fagotto e il clavicembalo ma, all'epoca, era prassi comune utilizzare questi due strumenti, se presenti, per rinforzare la linea del basso o come basso continuo, anche senza notazione separata. Le indicazioni di tempo nel primo, secondo e quarto movimento sono scritte di pugno da Leopold Mozart. Wolfgang, con questo lavoro, compì un grande passo in avanti per quanto riguarda l'abilità compositiva e l'immaginazione. Insolitamente, il compositore chiese a una coppia di corni di suonare il registro alto, conferendo alla musica un piglio più luminoso e festoso.

## Struttura e analisi
La sinfonia è formata da quattro movimenti, coerentemente con i canoni del classicismo:
1. Allegro, in Mi bemolle maggiore, tempo C.
2. Andante, in Si bemolle maggiore, tempo 3/8, oppure Andantino grazioso, in Si bemolle maggiore, tempo 3/8.
3. Minuetto, in Mi bemolle maggiore, tempo 3/4, e Trio, in Do minore, tempo 3/4.
4. Allegro, in Mi bemolle maggiore, tempo 2/2.

L'esecuzione integrale dura circa 20 minuti. 

### Allegro
Il primo movimento, Allegro, è composto in Mi bemolle maggiore, in tempo C e segue la forma-sonata. Si apre con un tema quasi comico che Mozart userà, in seguito, anche all'inizio del concerto per pianoforte e orchestra n. 22, composto nella stessa tonalità. L'esposizione è breve e non presenta ripetizioni e lo sviluppo si concentra su temi diversi. Di seguito, l'incipit del movimento:

### AndanteeAndantino grazioso
Mozart compose due movimenti lenti, entrambi con una sola coppia di corni ed entrambi in Si bemolle maggiore: un Andante e un Andantino grazioso. Secondo il musicologo Neal Zaslaw, l'Andante sarebbe la prima versione, che Mozart alla fine scartò a causa della sua lunghezza in favore del più breve Andantino grazioso. Poiché tutte le pagine sono scritte sullo stesso tipo di carta, è probabile che entrambi i movimenti siano stati composti in rapida successione. Di seguito, gli incipit dei due movimenti lenti:

### MinuettoeTrio
Il terzo movimento, Minuetto e Trio, è in Mi bemolle maggiore, che diventa Do minore nel Trio, e il tempo è 3/4. Il minuetto è caratterizzato da passaggi polifonici degli archi, mentre il trio è permeato da un'atmosfera più arcaica ed è considerato, da diversi autori, come il movimento più interessante dell'intera sinfonia. Secondo il musicologo Wolfgang Plath, Mozart utilizzò qui un'armonia tonale da chiesa, mentre Neal Zaslaw parlò di un'atmosfera simile a quella di un salmo. Di seguito, gli incipit di entrambi:

### Allegro
Il quarto e ultimo movimento, Allegro, riprende la tonalità iniziale di Mi bemolle maggiore e l'indicazione di tempo è alla breve. Si tratta di un rondò di gusto francese in sette sezioni (ABACADA). Ogni sezione è ripetuta, con eccezione dell'ultima (A). Di seguito, l'incipit del movimento: